# Audrey Cordon-Ragot
Audrey Cordon-Ragot (nascida em 22 de setembro de 1989) é uma ciclista francesa de ciclismo de estrada.
Cordon competiu nos Jogos Olímpicos de Verão de 2012 em Londres, na prova de estrada feminina, mas terminou acima do limite de tempo. Também competiu no contrarrelógio individual, terminando na décima quinta posição.

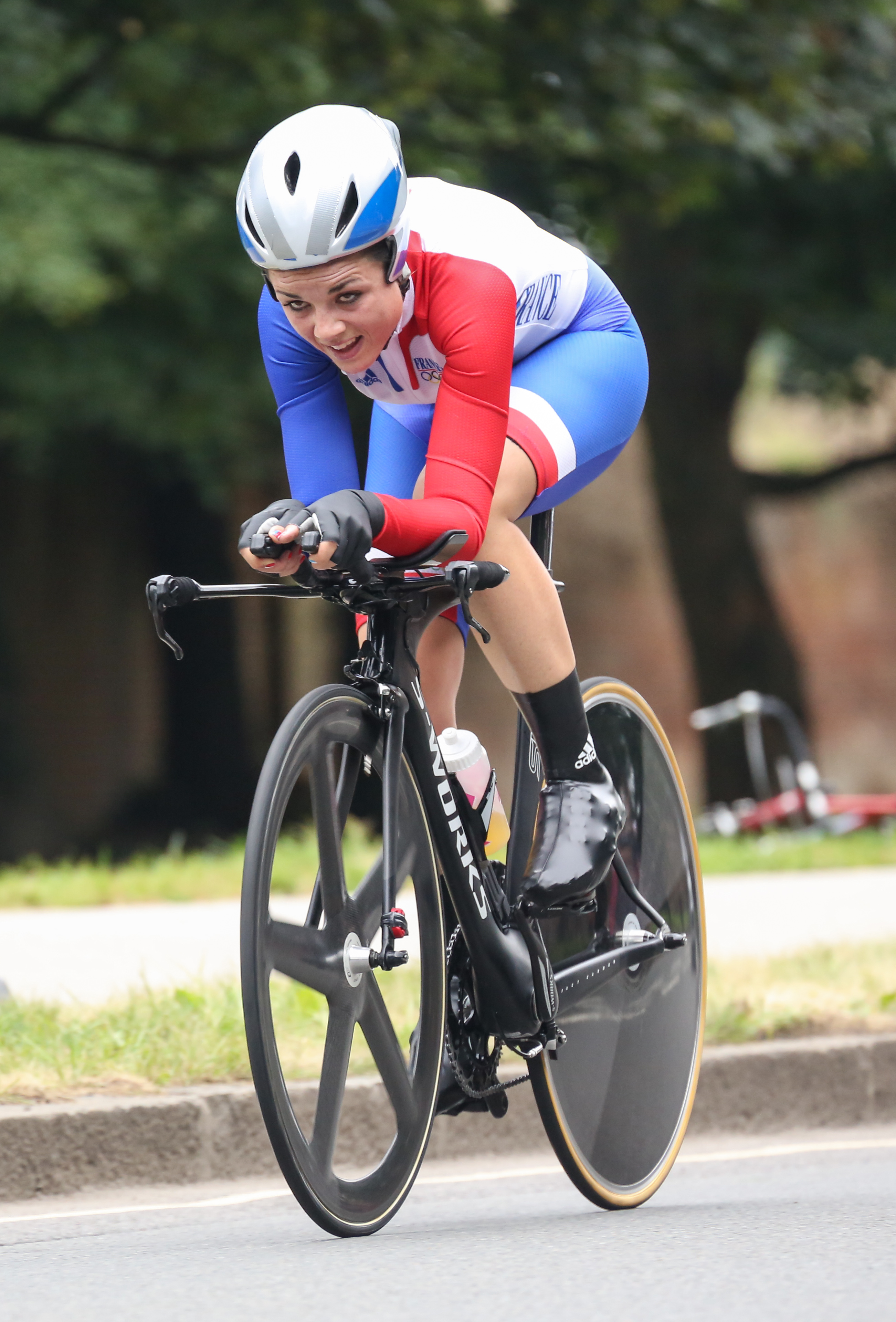
Audrey Cordon competindo no contrarrelógio em Londres 2012.